# Bachmann Industries
Bachmann Industries (Бахман Индастриз) — американская фирма-производитель игрушек, в настоящее время наиболее известная своими товарами железнодорожного моделизма, выпускающимися с 1968 года (сама фирма основана в 1833 году Генри Карлайлом), и являющаяся лидером по обороту на мировом рынке данной индустрии. Входит в концерн Kader.
Bachmann Industries выпускает модели в масштабах «H0» (с 1970) и «N» (с 1968). Штаб-квартира фирмы располагается в г. Филадельфия, а её завод в Китае.